# William Keighley
William Jackson Keighley (4 de agosto de 1889-24 de junio de 1984) fue un actor teatral y director cinematográfico estadounidense.

## Biografía
Nacido en Filadelfia, Pensilvania, tras graduarse en la Ludlum School of Dramatic Art, Keighley, entonces con 23 años de edad, empezó a actuar como intérprete teatral. En las décadas de 1910 y 1920 actuó y dirigió en el círculo teatral de Broadway. 
Con la llegada del cine sonoro, se trasladó a Hollywood, donde trabajó para Warner Bros., estudió en el que demostró su capacidad como director en diferentes géneros cinematográficos. Así, fue escogido para dirigir Robin de los bosques, película protagonizada por Errol Flynn, aunque finalmente fue reemplazado por Michael Curtiz. 
Durante la Segunda Guerra Mundial supervisó la unidad cinematográfica del Cuerpo de Señales de la Armada de los Estados Unidos. 
William Keighley se retiró en 1953 y se trasladó a vivir a París, Francia, junto a su esposa, la actriz Genevieve Tobin. Keighley falleció en la ciudad de Nueva York en 1984 a causa de una embolia pulmonar. Fue enterrado en el Cementerio Forest Lawn Memorial Park de Glendale (California).

## Filmografía seleccionada
- The Match King (1932) (debut en la dirección, como codirector)
- Ladies They Talk About (1933) (codirector)
- G Men (Contra el imperio del crimen) (1935)
- Agente especial (Special Agent, 1935)
- Bullets or Ballots (1936)
- The Green Pastures (1936)
- The Prince and the Pauper (1937)
- Varsity Show (1937)
- Robin de los bosques (1938) (codirector)
- Brother Rat (1938)
- Each Dawn I Die (1939)
- The Fighting 69th (1940)
- Torrid Zone (1940)
- No Time for Comedy (1940)
- The Bride Came C.O.D. (1941)
- The Man Who Came to Dinner (1942)
- George Washington Slept Here (1942)
- Target for Today (1944) (documental)
- The Street with No Name (La calle sin nombre) (1948)
- Close to My Heart (1951)
- The Master of Ballantrae (1953)